# Ptychadena grandisonae
Ptychadena grandisonae és una espècie de granota que viu a Angola, República Democràtica del Congo, Ruanda, Tanzània, Zàmbia i, possiblement també, a Burundi.